# ليونيل أبيل
ليونيل أبيل (بالإنجليزية: Lionel Abel)‏ هو كاتب وكاتب مسرحي أمريكي، ولد في 19 نوفمبر 1910 في بروكلين في الولايات المتحدة، وتوفي في 19 أبريل 2001 في مانهاتن في الولايات المتحدة.